# Mistrzostwa ACC w zapasach
Zawody zapaśnicze w konferencji Atlantic Coast, czyli ACC. Wchodzą w skład NCAA Division I, najwyższej klasy rozgrywkowej w ramach systemu międzyuczelnianych zawodów sportowych NCAA. Zawody odbywają się od 1954 roku.

## Edycje zawodów
| Rok  | Miasto          | Zwycięzca                       | Outstanding Wrestler                                   |
| ---- | --------------- | ------------------------------- | ------------------------------------------------------ |
| 1954 | ----            | University of Maryland          | ----                                                   |
| 1955 | Chapel Hill     | University of Maryland          | ----                                                   |
| 1956 | College Park    | University of Maryland          | ----                                                   |
| 1957 | Charlottesville | University of Maryland          | Rodney Norris (Terrapins)                              |
| 1958 | College Park    | University of Maryland          | Nick Biondi (Terrapins)                                |
| 1959 | Charlottesville | University of Maryland          | Don Santo (Terrapins)                                  |
| 1960 | Charlottesville | University of Maryland          | Eugene Kerin (Terrapins)                               |
| 1961 | College Park    | University of Maryland          | Eugene Kerin (Terrapins)                               |
| 1962 | Raleigh         | University of Maryland          | Pat Varre (Terrapins)                                  |
| 1963 | Charlottesville | University of Maryland          | Bob Kopnisky (Terrapins)                               |
| 1964 | College Park    | University of Maryland          | Bob Brawley (Wolfpack)                                 |
| 1965 | College Park    | University of Maryland          | Bob Kopnisky (Terrapins)                               |
| 1966 | College Park    | University of Maryland          | Bob Brawley (Wolfpack)                                 |
| 1967 | Charlottesville | University of Maryland          | Bob Karch (Terrapins)                                  |
| 1968 | College Park    | University of Maryland          | Joe Hann (Terrapins)                                   |
| 1969 | College Park    | University of Maryland          | Gobel Kline (Terrapins)                                |
| 1970 | Raleigh         | University of Maryland          | Steve Rhode (Wolfpack)                                 |
| 1971 | Charlottesville | University of Maryland          | John Pegues (Cavaliers)                                |
| 1972 | College Park    | University of Maryland          | Kevin Michaels (Cavaliers)                             |
| 1973 | Durham          | University of Maryland          | Greg Penny (Blue Devils)                               |
| 1974 | Raleigh         | University of Virginia          | Tyrone Neal (Terrapins)                                |
| 1975 | Charlottesville | University of Virginia          | Tyrone Neal (Terrapins)                                |
| 1976 | Chapel Hill     | North Carolina State University | Steve Silverberg (Cavaliers)                           |
| 1977 | College Park    | University of Virginia          | Steve Hogg (Terrapins)                                 |
| 1978 | Raleigh         | North Carolina State University | Steve Silverberg (Cavaliers)                           |
| 1979 | Clemson         | University of North Carolina    | C.D. Mock (Tar Heels)                                  |
| 1980 | Durham          | University of North Carolina    | Kevin Colabucci (Terrapins) Chris Xakellis (Cavaliers) |
| 1981 | Durham          | North Carolina State University | Chris Wentz (Wolfpack) Tim Wagner (Cavaliers)          |
| 1982 | Chapel Hill     | University of North Carolina    | Todd Sterr (Tigers)                                    |
| 1983 | College Park    | North Carolina State University | Chris Mondragon (Wolfpack)                             |
| 1984 | Clemson         | University of North Carolina    | Scott Turner (Wolfpack)                                |
| 1985 | Chapel Hill     | University of North Carolina    | Greg Fatool (Wolfpack)                                 |
| 1986 | Raleigh         | University of North Carolina    | Joey McKenna (Tigers)                                  |
| 1987 | Durham          | University of North Carolina    | Marc Sodano (Wolfpack)                                 |
| 1988 | Charlottesville | North Carolina State University | Scott Turner (Wolfpack)                                |
| 1989 | College Park    | North Carolina State University | Michael Stokes (Wolfpack)                              |
| 1990 | Clemson         | North Carolina State University | Doug Wyland (Tar Heels)                                |
| 1991 | Chapel Hill     | North Carolina State University | Donnie Heckel (Tigers)                                 |
| 1992 | Raleigh         | University of North Carolina    | Mike Darlington (Blue Devils)                          |
| 1993 | Durham          | University of North Carolina    | T.J. Jaworsky (Tar Heels)                              |
| 1994 | Charlottesville | University of North Carolina    | Steve Tenney (Wolfpack)                                |
| 1995 | College Park    | University of North Carolina    | T.J. Jaworsky (Tar Heels)                              |
| 1996 | Chapel Hill     | North Carolina State University | Jim Guzzio (Terrapins) Dan Madson (Wolfpack)           |
| 1997 | Raleigh         | University of North Carolina    | Steve Garland (Cavaliers)                              |
| 1998 | Durham          | University of North Carolina    | C.C. Fisher (Tar Heels)                                |
| 1999 | Charlottesville | University of North Carolina    | Matt Roth (Cavaliers)                                  |
| 2000 | College Park    | University of North Carolina    | Skyler Holman (Tar Heels)                              |
| 2001 | Chapel Hill     | North Carolina State University | JohnMark Bentley (Tar Heels)                           |
| 2002 | Raleigh         | North Carolina State University | George Cintron (Wolfpack)                              |
| 2003 | Boone           | University of North Carolina    | Dusty Heist (Tar Heels)                                |
| 2004 | Charlottesville | North Carolina State University | Scott Moore (Cavaliers)                                |
| 2005 | Greensboro      | University of North Carolina    | Evan Sola (Tar Heels)                                  |
| 2006 | Lexington       | University of North Carolina    | Ryan Goodman (Wolfpack)                                |
| 2007 | Raleigh         | North Carolina State University | Ryan Goodman (Wolfpack) Jon Bonilla-Bowman (Hokies)    |
| 2008 | College Park    | University of Maryland          | Matt Epperly (Hokies)                                  |
| 2009 | Blacksburg      | University of Maryland          | Brent Jones (Cavaliers)                                |
| 2010 | Raleigh         | University of Virginia          | Hudson Taylor (Terrapins)                              |
| 2011 | Charlottesville | University of Maryland          | Mike Letts (Terrapins)                                 |
| 2012 | Chapel Hill     | University of Maryland          | Pete Yates (Hokies)                                    |
| 2013 | College Park    | Virginia Tech                   | Jarrod Garnett (Hokies)                                |
| 2014 | Blacksburg      | Virginia Tech                   | Devin Carter (Hokies)                                  |
| 2015 | Pittsburgh      | University of Virginia          | Tyler Wilps (Panthers)                                 |
| 2016 | Charlottesville | North Carolina State University | Nick Gwiazdowski (Wolfpack)                            |
| 2017 | Raleigh         | Virginia Tech                   | Kevin Jack (Wolfpack)                                  |
| 2018 | Chapel Hill     | Virginia Tech                   | Brent Moore (Hokies)                                   |
| 2019 | Blacksburg      | North Carolina State University | Micky Phillippi (Panthers)                             |
| 2020 | Pittsburgh      | North Carolina State University | Jakob Camacho (Wolfpack)                               |